# Ustrój polityczny San Marino
Państwo to od 1400 roku określa siebie jako "republikę". Ustrój opiera się m.in. na Statucie z 1600 roku, którego unormowania obowiązują do dziś, a także innych ustawach i zwyczajach konstytucyjnych. Choć formalnie niezależna i niepodległa, Republika San Marino związana jest z Włochami od 1862 roku traktatem o przyjaźni, a od 1954 roku unią celną i walutową.

## Parlament
Jest jednoizbowy – Wielka Rada Generalna (wł. Consiglio Grande e Generale), złożona z 60 deputowanych, wybieranych w wyborach powszechnych na 5 lat.

## Rząd

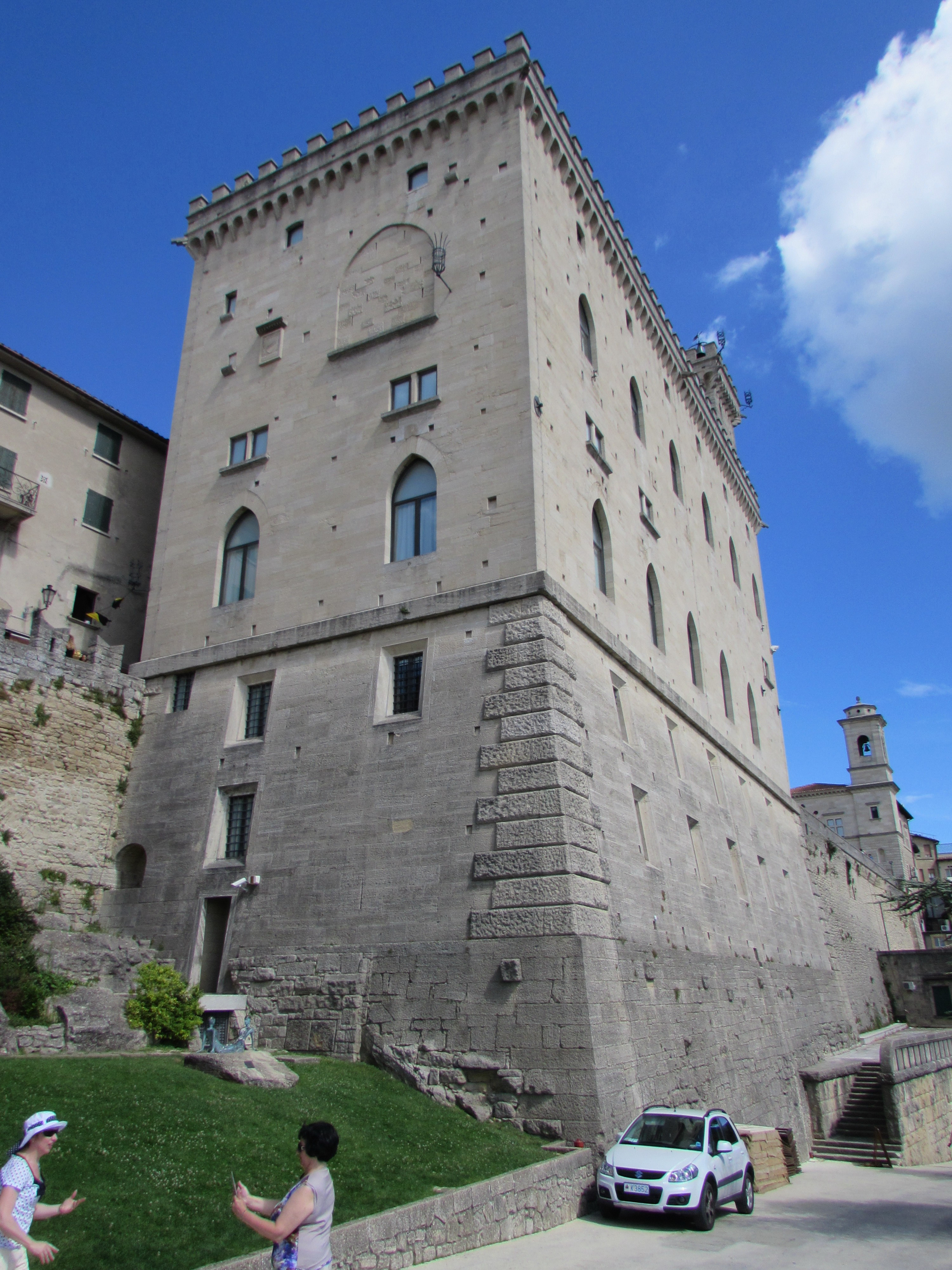
Palazzo Pubblico

Wyłaniany jest przez parlament, spośród własnych członków. Składa się z 10 ministrów i dwóch kapitanów – regentów (Cappitani Regenti), z których każdy po pół roku stoi na czele rządu i zarazem państwa. Wszelkie decyzje w rządzie muszą być podejmowane jednomyślnie, ponieważ każdy z jego członków może używać weta, które posiada moc unieważniania ustaleń rządowych.

## Rada Dwunastu
Rada Dwunastu (Consiglio dei XII) jest najwyższym organem władzy sądowniczej w państwie. Składa się z dwunastu sędziów powoływanych przez parlament, na okres jego 5 letniej kadencji. Dodatkowo w skład Rady wchodzą również dwaj inspektorzy rządowi, reprezentujący państwo w kwestiach m.in. finansowych.